# Bahnstrecke Holzminden–Scherfede
| Streckennummer (DB): | 2973                    |                                                    |                                                    |
| Kursbuchstrecke (DB): | ex 249                  |                                                    |                                                    |
| Kursbuchstrecke: | 174c (1934) 198n (1946) |                                                    |                                                    |
| Streckenlänge: | 49,2 km                 |                                                    |                                                    |
| Spurweite: | 1435 mm (Normalspur)    |                                                    |                                                    |
| Streckengeschwindigkeit: | 100 km/h                |                                                    |                                                    |
| |                         |                                                    |                                                    |
| \| \| \| Strecke von Kreiensen \| \| \| \| 332,6 \| Holzminden ⊙ \| Holzminden ⊙ \| \| \| \| Strecke nach Altenbeken \| \| \| \| 330,6 \| Landesgrenze Niedersachsen/Nordrhein-Westfalen ⊙ \| Landesgrenze Niedersachsen/Nordrhein-Westfalen ⊙ \| \| \| 329,3 \| Lüchtringen-Steinkrug ⊙ \| Lüchtringen-Steinkrug ⊙ \| \| \| 326,7 \| Landesgrenze Nordrhein-Westfalen/Niedersachsen ⊙ \| Landesgrenze Nordrhein-Westfalen/Niedersachsen ⊙ \| \| \| 325,0 \| Fürstenberg (Weser) ⊙ \| Fürstenberg (Weser) ⊙ \| \| \| 324,4 \| Glashütte Becker (Anst) \| Glashütte Becker (Anst) \| \| \| 323,8 \| Boffzen \| Boffzen \| \| \| 322,0 \| Weserbrücke, Nds/NRW (ehem. Braunschweig/Preußen)⊙ \| Weserbrücke, Nds/NRW (ehem. Braunschweig/Preußen)⊙ \| \| \| 320,0 \| Abzw Steinberg ⊙ \| „Engländerkurve“ \| \| \| \| Sollingbahn von Ottbergen ⊙ \| \| \| \| 318,5 \| Wehrden (Weser) ⊙ \| Wehrden (Weser) ⊙ \| \| \| \| Sollingbahn nach Northeim ⊙ \| \| \| \| 315,7 \| Blankenau ⊙ \| Blankenau ⊙ \| \| \| 313,3 \| Beverungen ⊙ \| Beverungen ⊙ \| \| \| 312,2 \| Beverungen-Lindenstraße ⊙ \| Beverungen-Lindenstraße ⊙ \| \| \| 309,6 \| Roggenthal (Bk) ⊙ \| Roggenthal (Bk) ⊙ \| \| \| 308,1 \| Roggenthal ⊙ \| Roggenthal ⊙ \| \| \| 306,6 \| Biesberg ⊙ \| Biesberg ⊙ \| \| \| 305,0 \| Dalhausen (Kr Höxter) ⊙ \| Dalhausen (Kr Höxter) ⊙ \| \| \| 301,9 \| Borgholz ⊙ \| Borgholz ⊙ \| \| \| 300,3 \| Natzungen ⊙ \| Natzungen ⊙ \| \| \| 296,6 \| Schweckhausen (ehem. Bk) ⊙ \| Schweckhausen (ehem. Bk) ⊙ \| \| \| 294,0 \| Eissen ⊙ \| Eissen ⊙ \| \| \| 293,3 \| Raiffeisen Eissen (Anst) ⊙ \| Raiffeisen Eissen (Anst) ⊙ \| \| \| 288,8 \| Engar ⊙ \| Engar ⊙ \| \| \| 288,2 1,3 \| Verbindungskurve Nörde ⊙ \| Verbindungskurve Nörde ⊙ \| \| \| 0,5 \| Kassel-Warburger Wellpappefabrik (Anst) ⊙ \| Kassel-Warburger Wellpappefabrik (Anst) ⊙ \| \| \| 0,0 \| Strecke von Hamm \| Strecke von Hamm \| \| \| 287,4 \| Nörde Strecke nach Warburg ⊙ \| Nörde Strecke nach Warburg ⊙ \| \| \| \| Obere Ruhrtalbahn von Warburg ⊙ \| \| \| \| 283,4 \| Scherfede ⊙ \| Scherfede ⊙ \| \| \| \| Obere Ruhrtalbahn nach Hagen \| \| \| \| \| \| \| \| Quellen: [1] \| \| \| \| |                         |                                                    |                                                    |
| Strecke |                         | Strecke von Kreiensen                              | Strecke von Kreiensen                              |
| Bahnhof | 332,6                   | Holzminden ⊙                                       | Holzminden ⊙                                       |
| Abzweig ehemals geradeaus und nach rechts |                         | Strecke nach Altenbeken                            | Strecke nach Altenbeken                            |
| Grenze (Strecke außer Betrieb) | 330,6                   | Landesgrenze Niedersachsen/Nordrhein-Westfalen ⊙   | Landesgrenze Niedersachsen/Nordrhein-Westfalen ⊙   |
| Haltepunkt / Haltestelle (Strecke außer Betrieb) | 329,3                   | Lüchtringen-Steinkrug ⊙                            | Lüchtringen-Steinkrug ⊙                            |
| Grenze (Strecke außer Betrieb) | 326,7                   | Landesgrenze Nordrhein-Westfalen/Niedersachsen ⊙   | Landesgrenze Nordrhein-Westfalen/Niedersachsen ⊙   |
| Bahnhof (Strecke außer Betrieb) | 325,0                   | Fürstenberg (Weser) ⊙                              | Fürstenberg (Weser) ⊙                              |
| Abzweig geradeaus und nach links (Strecke außer Betrieb) | 324,4                   | Glashütte Becker (Anst)                            | Glashütte Becker (Anst)                            |
| Haltepunkt / Haltestelle (Strecke außer Betrieb) | 323,8                   | Boffzen                                            | Boffzen                                            |
| Grenze auf Brücke über Wasserlauf (Strecke außer Betrieb) | 322,0                   | Weserbrücke, Nds/NRW (ehem. Braunschweig/Preußen)⊙ | Weserbrücke, Nds/NRW (ehem. Braunschweig/Preußen)⊙ |
| Strecke von links (außer Betrieb) · Abzweig geradeaus und nach rechts (Strecke außer Betrieb) | 320,0                   | Abzw Steinberg ⊙                                   | „Engländerkurve“                                   |
| Abzweig ehemals nach rechts und von rechts · Strecke (außer Betrieb) |                         | Sollingbahn von Ottbergen ⊙                        | Sollingbahn von Ottbergen ⊙                        |
| Haltepunkt / Haltestelle · Bahnhof (Strecke außer Betrieb) | 318,5                   | Wehrden (Weser) ⊙                                  | Wehrden (Weser) ⊙                                  |
| Strecke nach links · Kreuzung geradeaus unten (Strecke geradeaus außer Betrieb) |                         | Sollingbahn nach Northeim ⊙                        | Sollingbahn nach Northeim ⊙                        |
| Haltepunkt / Haltestelle (Strecke außer Betrieb) | 315,7                   | Blankenau ⊙                                        | Blankenau ⊙                                        |
| Bahnhof (Strecke außer Betrieb) | 313,3                   | Beverungen ⊙                                       | Beverungen ⊙                                       |
| Haltepunkt / Haltestelle (Strecke außer Betrieb) | 312,2                   | Beverungen-Lindenstraße ⊙                          | Beverungen-Lindenstraße ⊙                          |
| Blockstelle (Strecke außer Betrieb) | 309,6                   | Roggenthal (Bk) ⊙                                  | Roggenthal (Bk) ⊙                                  |
| Haltepunkt / Haltestelle (Strecke außer Betrieb) | 308,1                   | Roggenthal ⊙                                       | Roggenthal ⊙                                       |
| Haltepunkt / Haltestelle (Strecke außer Betrieb) | 306,6                   | Biesberg ⊙                                         | Biesberg ⊙                                         |
| Bahnhof (Strecke außer Betrieb) | 305,0                   | Dalhausen (Kr Höxter) ⊙                            | Dalhausen (Kr Höxter) ⊙                            |
| Bahnhof (Strecke außer Betrieb) | 301,9                   | Borgholz ⊙                                         | Borgholz ⊙                                         |
| Haltepunkt / Haltestelle (Strecke außer Betrieb) | 300,3                   | Natzungen ⊙                                        | Natzungen ⊙                                        |
| Haltepunkt / Haltestelle (Strecke außer Betrieb) | 296,6                   | Schweckhausen (ehem. Bk) ⊙                         | Schweckhausen (ehem. Bk) ⊙                         |
| Bahnhof (Strecke außer Betrieb) | 294,0                   | Eissen ⊙                                           | Eissen ⊙                                           |
| Abzweig geradeaus und von rechts (Strecke außer Betrieb) | 293,3                   | Raiffeisen Eissen (Anst) ⊙                         | Raiffeisen Eissen (Anst) ⊙                         |
| Haltepunkt / Haltestelle (Strecke außer Betrieb) | 288,8                   | Engar ⊙                                            | Engar ⊙                                            |
| Strecke von links (außer Betrieb) · Abzweig geradeaus und nach rechts (Strecke außer Betrieb) | 288,2 1,3               | Verbindungskurve Nörde ⊙                           | Verbindungskurve Nörde ⊙                           |
| Abzweig geradeaus und nach rechts (Strecke außer Betrieb) · Strecke (außer Betrieb) | 0,5                     | Kassel-Warburger Wellpappefabrik (Anst) ⊙          | Kassel-Warburger Wellpappefabrik (Anst) ⊙          |
| Abzweig ehemals nach rechts und von rechts · Strecke (außer Betrieb) | 0,0                     | Strecke von Hamm                                   | Strecke von Hamm                                   |
| Strecke nach links · ehemaliger Turmbahnhof geradeaus unten (Strecke geradeaus außer Betrieb) | 287,4                   | Nörde Strecke nach Warburg ⊙                       | Nörde Strecke nach Warburg ⊙                       |
| Abzweig ehemals geradeaus und von links |                         | Obere Ruhrtalbahn von Warburg ⊙                    | Obere Ruhrtalbahn von Warburg ⊙                    |
| Bahnhof | 283,4                   | Scherfede ⊙                                        | Scherfede ⊙                                        |
| Strecke |                         | Obere Ruhrtalbahn nach Hagen                       | Obere Ruhrtalbahn nach Hagen                       |
| |                         |                                                    |                                                    |
| Quellen: |                         |                                                    |                                                    |

Die Bahnstrecke Holzminden–Scherfede war eine 49 km lange Hauptbahn, die von Holzminden nach Scherfede (heute Stadtteil von Warburg) führte und damit die Bahnstrecke Altenbeken–Kreiensen mit der Oberen Ruhrtalbahn verband. Sie war von 1876 bis 1984 durchgehend in Betrieb. Der wichtigste Ort an der ehemaligen Strecke ist die Stadt Beverungen.

## Verlauf

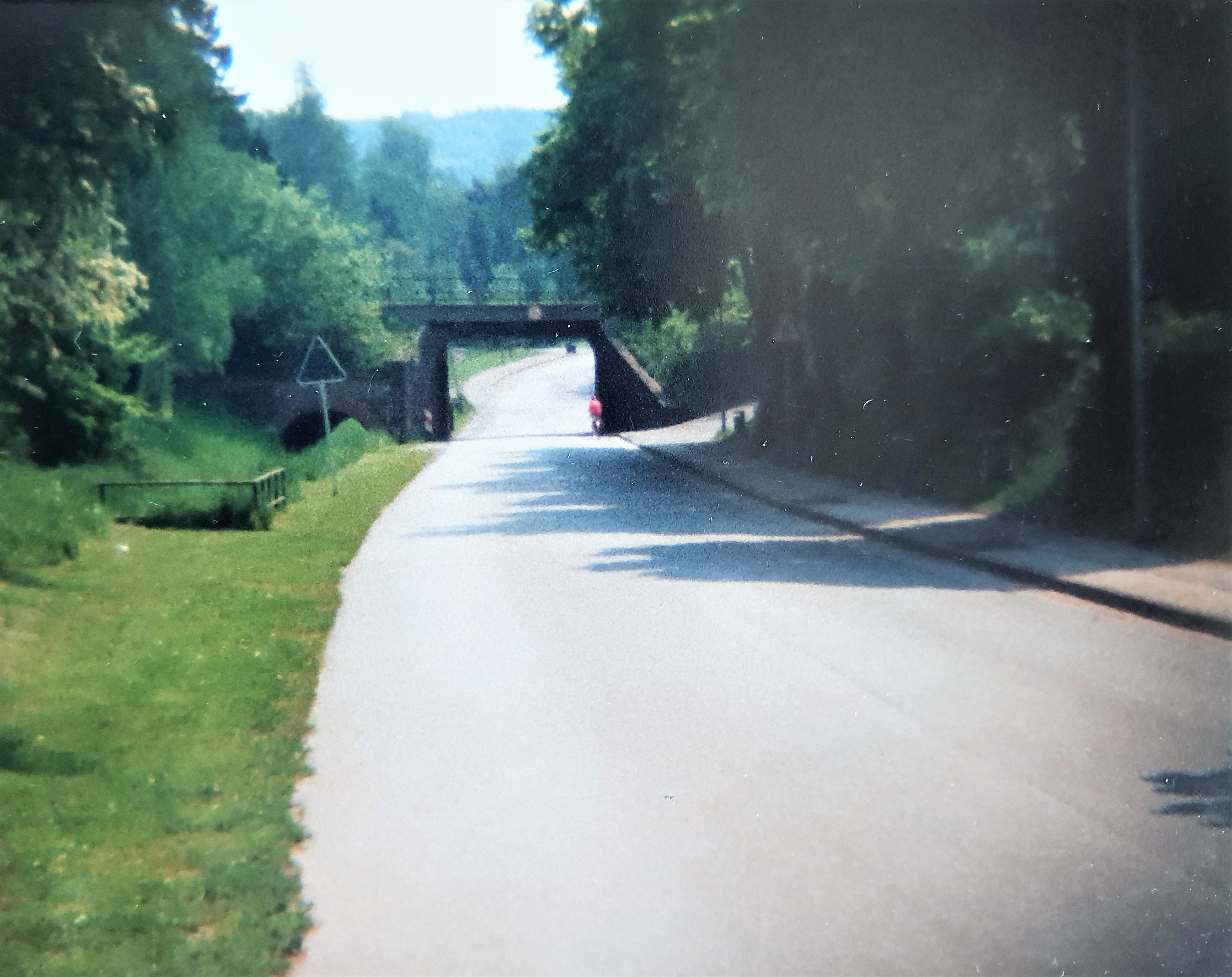
Brücke über die Westfalenstraße in Lüchtringen 1988

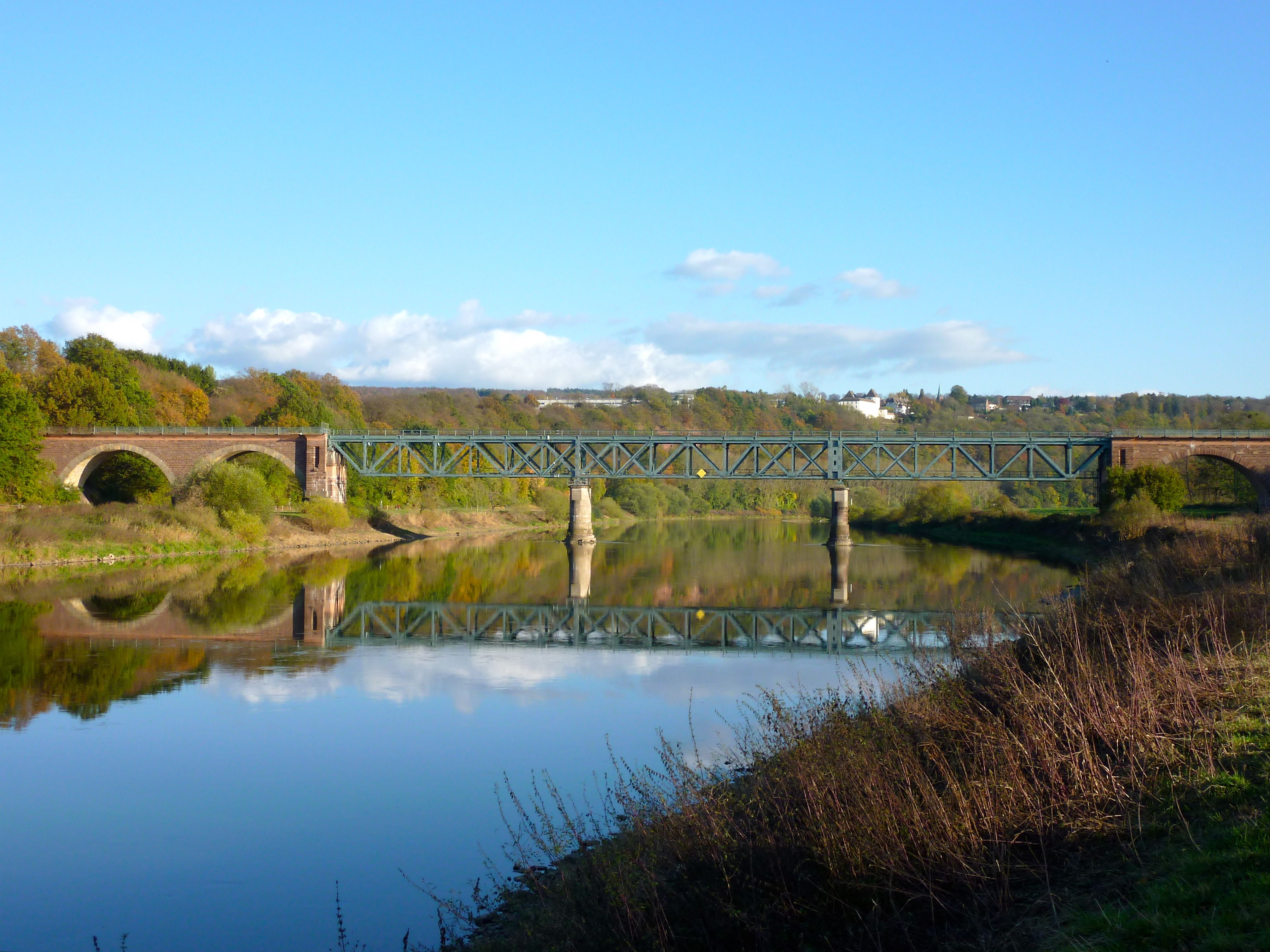
Fürstenberger Weserbrücke bei Streckenkilometer 322,0

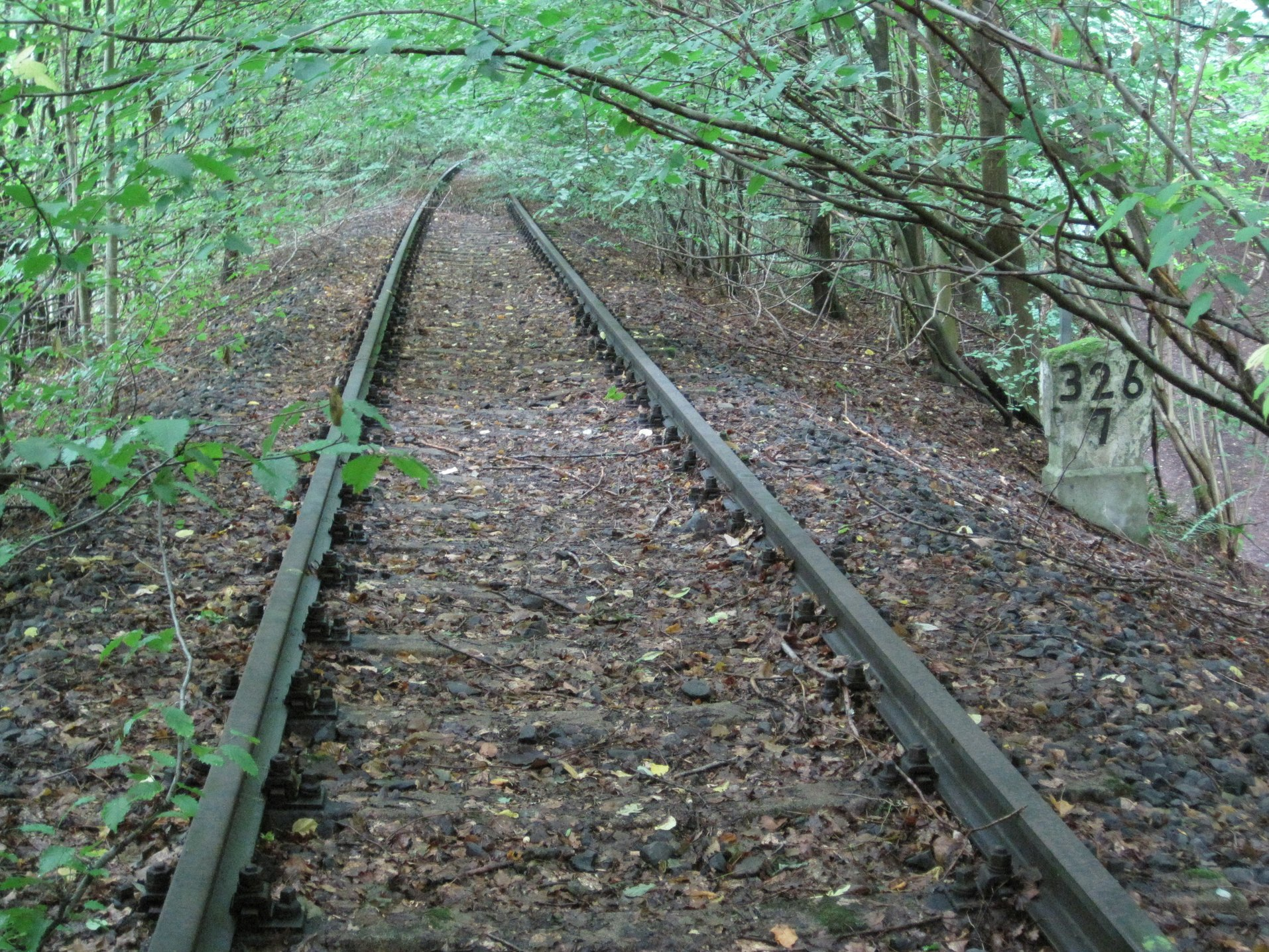
Streckenkilometer 326,7 im August 2011

Die Strecke verlief von Nordosten nach Südwesten durch das Weserbergland. Sie quert bei Fürstenberg die Weser. In Wehrden bestand Anschluss an die Sollingbahn (in Richtung Northeim), die kurz hinter dem Bahnhof unterquert wurde. Die Linie führte durch Beverungen, von dort aus das Tal der Bever hinauf und durch die Warburger Börde. In Nörde wurde die Bahnstrecke Hamm–Warburg unterquert. In Scherfede wurde die Obere Ruhrtalbahn, die hier allerdings im Tal der Diemel verläuft, erreicht.

## Geschichte
Die Strecke wurde von der Bergisch-Märkischen Eisenbahn-Gesellschaft (BME) gebaut, um die Obere Ruhrtalbahn unabhängig von der Preußischen Staatsbahn weiter nach Osten anzuschließen. Dazu bot sich eine Verbindung nach Holzminden an, denn von dort aus führte das Netz der ehemaligen Braunschweigischen Staatseisenbahn über Kreiensen, Salzgitter-Ringelheim und Jerxheim wahlweise an die Magdeburg-Halberstädter Eisenbahn (MHE, in Oschersleben) und die Berlin-Potsdam-Magdeburger Eisenbahn (BPME, in Schöningen). Auf der Strecke sollten Kohlezüge und vornehme Expresszüge eingesetzt werden. Lokale Belange spielten für die Streckenführung keine Rolle. In der Warburger Börde wurde sie an größeren Orten wie Borgentreich und Warburg vorbeigeführt. Das Herzogtum Braunschweig hatte seine ehemalige Staatsbahn 1870 privatisiert; auch die BME und die BPME hatten Anteile erworben. Noch vor Fertigstellung der Oberen Ruhrtalbahn (1873) begannen 1872 die Bauarbeiten, um die letzte Lücke in einem Privatbahnnetz vom Rhein bis an die Spree zu schließen. Die Errichtung der Brückenbauten, namentlich der Weserbrücke bei Fürstenberg, lag in den Händen des noch jungen Joseph Stübben. Am 15. Oktober 1876 wurde der Verkehr aufgenommen. Ende 1876 fuhr ein Schnellzugpaar Berlin-Aachen. Ein Jahr später kam ein Luxuszug nach Paris und Ostende dazu.
Mittlerweile hatte sich ab 1879/80 der Staatsbahngedanke in Preußen durchgesetzt, auch die Strecken der BME gingen 1882 an die Preußischen Staatseisenbahn über. Holzminden–Scherfede war nur noch eine etwas ungünstig gelegene Hauptbahn unter vielen, die zwei steigungsreiche Strecken miteinander verband und schräg zu den Hauptverkehrsrichtungen lag. Höxter und Warburg wurden für den Regionalverkehr ungünstig umfahren.
Die Fernreisezüge wurden auf die Strecke über Altenbeken verlegt. Erst um 1900, als der Verkehr stark anwuchs, wurde wieder ein Durchgangszug-Paar Berlin-Köln eingelegt und die Strecke 1907 zweigleisig ausgebaut. In Nörde wurde eine Verbindungskurve zur Strecke Warburg–Hamm gebaut, die Umleitungen Holzminden–Nörde–Altenbeken (–Soest) erlaubte.
Nach dem Zweiten Weltkrieg hatte der Abschnitt von Holzminden nach Wehrden eine letzte Blütezeit, da die Weserbrücke der Bahnstrecke Altenbeken–Kreiensen bei Corvey zerstört war. Man baute nordwestlich von Wehrden eine Verbindungskurve („Engländerkurve“) und ermöglichte so Fahrten von Holzminden nach Altenbeken über die Fürstenberger Brücke. Ab 1954 war das nicht mehr nötig. Die Strecke sank zu einer regionalen Erschließungsbahn herab, auch wenn sie bis zum Schluss von einem Schnellzug Köln–Holzminden–Braunschweig genutzt wurde. Häufig wurde sie bis Anfang der 1990er Jahre für den Transport von Fahrzeugen und Panzern der NATO-Streitkräfte genutzt. Die Britische Rheinarmee war hierbei für die Instandhaltung der Weserbrücke Fürstenberg zuständig. Am 2. Juni 1984 endete der Personenverkehr. Der Güterverkehr wurde zwischen 1984 und 2001 abschnittsweise eingestellt: Am 30. Mai 1984 Beverungen–Borgholz; am 31. Mai 1988 Fürstenberg–Beverungen; am 31. Mai 1992 Holzminden–Fürstenberg und Borgholz–Nörde; am 10. Juni 2001 Nörde–Scherfede.

## Heutige Situation

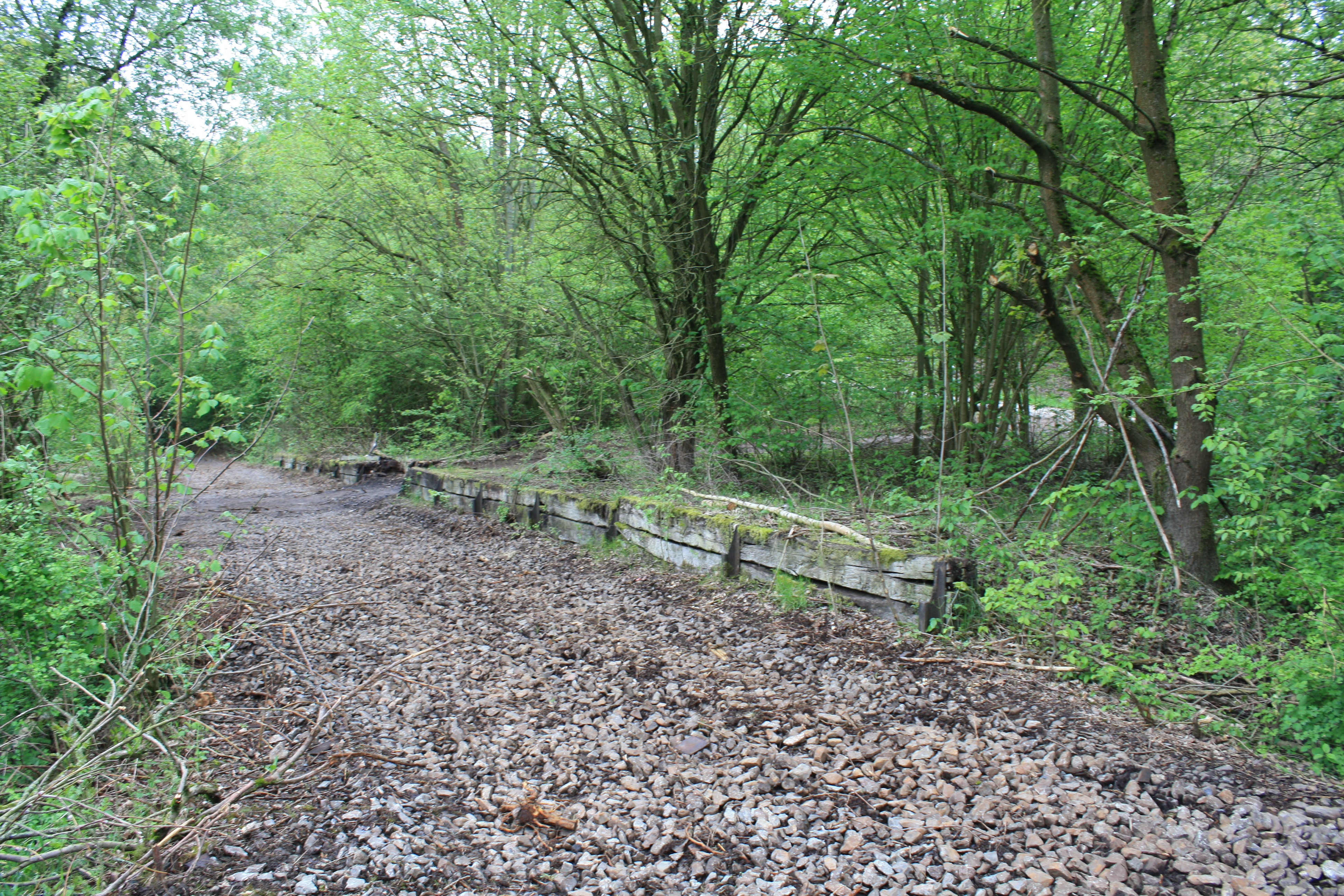
Abgerissener Bahnhaltepunkt Dalhausen-Biesberg. Die Gleise sind entfernt und nach rechts führt eine prov. Auffahrt für schweres Räumgerät auf die ca. 10 m entfernte Kreisstraße 44. Der Bahnsteig ist noch erkennbar.

Die Bahnstrecke ist heute nicht mehr vorhanden. Die Gleisanschlüsse sowohl in Holzminden als auch in Scherfede wurden nach und nach entfernt. Die Gleisanlagen sind zum überwiegenden Teil zurückgebaut worden. Die Altschwellen sind fast überall noch vorhanden.
Die Bahnflächenentwicklungsgesellschaft NRW (BEG), eine gemeinsame Gesellschaft des Landes Nordrhein-Westfalen und der Deutschen Bahn AG plant indes einen teilweisen Ausbau der stillgelegten Bahntrasse zu einem Alleenradweg.
Heute ist der Bahndamm der Natur überlassen und verwildert.
Geplante Teilstücke, insgesamt Ausbau von 22,3 Kilometern:
- Projekt Höxter: Neubau kommunaler Radweg zwischen Lüchtringen und Godelheim von 3,1 Kilometern für 611.000 Euro.[5] Die Stadt Höxter verhält sich bisher zögerlich zu dem Landesprogramm, da die Kommune kofinanzieren müsste und bereits der Weserradweg in der Nähe verläuft. Profitieren würden vor allem der Höxteraner Ortsteil Lüchtringen sowie die niedersächsische Gemeinde Boffzen. Die Strecke würde außerdem die Nutzung eines eigenen Weserbrückenübergangs für Radfahrer zwischen Fürstenberg und Godelheim ermöglichen.
- Projekt Beverungen: Der Abschnitt zwischen Blankenau und Dalhausen umfasst 11,2 Kilometer und soll für rund 1,89 Millionen Euro ausgebaut werden.[6][7]
- Projekt Borgentreich: Im Stadtgebiet von Borgentreich sollen auf der Strecke bei Natzungen und Borgholz die Gleise auf 9,1 Kilometern aufgehoben und die Trasse für Radler asphaltiert werden. Die veranschlagten Kosten belaufen sich auf 1,4 Millionen Euro.[8]

Die Städte Warburg (Streckenabschnitt Rimbeck–Nörde) und Willebadessen (Streckenabschnitt Eissen) haben eine Beteiligung an dem Landesprogramm aus finanziellen Gründen erst einmal zurückgestellt.